# 辽宁鸟属
辽宁鸟属（学名：Liaoningornis）是下白垩世中国的鸟类。它是从辽宁省北票市上园镇附近的义县组四合屯地区的恐龙矿床中采集的。本属目前唯一已知的物种是长趾辽宁鸟（Liaoningornis longidigitris）。侯连海在1996年和1997年对它进行了描述。
唯一的化石是一个不完整的半关节骨架，大小与麻雀相当。这些化石包括双脚、右腿、胸骨、右臂的一部分，以及零碎的乌喙骨和阴毛。它的登录号是IVPP11303，现藏于位于北京的中国科学院古脊椎动物与古人类研究所。它具有先进的飞行、栖息和呼吸适应性，如长而深的龙骨状胸骨、一对位于喙突关节附近的胸骨前外侧突、融合的短跖骨和高度弯曲的踏板爪，表明其具有良好的栖息能力。侯连海等人于1996年将跖骨描述为仅在远端融合。但在随后的2002年，周忠和和侯连海发现跖骨在远端和近端都有融合，但不是沿大部分长度融合。
周忠和和侯连海在2002年认为辽宁鸟是已知最古老的扇尾类成员。然而，在2012年邹晶梅的重新分析表明它实际上是一种类似于始小翼鸟的反鸟类。